# North Lynn
North Lynn ist ein Stadtteil von King’s Lynn in Norfolk. Er gehört, wie die gesamte Stadt, zum Verwaltungsbezirk King’s Lynn and West Norfolk. Der Stadtteil ist überwiegend von Wohnbebauung geprägt. Zudem befinden sich hier eine Vorschule und zwei Grundschulen. Die Naherholung der Einwohner ist über drei Parks abgedeckt. Zudem finden sich mit den beiden als Long Ponds bekannten Seen zwei Angelmöglichkeiten. Diese wurden ursprünglich als Löschwasserteiche angelegt.
Koordinaten: 52° 46′ N, 0° 25′ O